# Malagazzia taeniogonia
Malagazzia taeniogonia är en nässeldjursart som först beskrevs av Chow och Huang 1958.  Malagazzia taeniogonia ingår i släktet Malagazzia och familjen Malagazziidae. Inga underarter finns listade i Catalogue of Life.